# TreVeyon Henderson
TreVeyon Henderson (Hopewell, 22 ottobre 2002) è un giocatore di football americano statunitense che milita nel ruolo di running back per i New England Patriots della National Football League (NFL).

## Carriera universitaria
Henderson si iscrisse a Ohio State nel gennaio 2021. Debuttò nella partita vinta contro Minnesota per 45–31, correndo due volte per 15 yard e ricevendo un passaggio da touchdown da 70 yard. Nella sua terza partita superò il record di Archie Griffin per un debuttante correndo 277 yard su 24 possessi e segnando 3 touchdown. Complessivamente si trattò del terzo maggior numero di yard di sempre corse da un giocatore di Ohio State. Per questa prestazione fu premiato come giocatore offensivo della settimana e come debuttante della settimana della Big Ten. Nel tredicesimo turno contro Michigan, Henderson batté il record di touchdown per un debuttante di Ohio State con 19. La sua prima annata si chiuse con 1.248 yard corse, 15 touchdown su corsa e 4 su ricezione, venendo inserito nella seconda formazione ideale della Big Ten. Nel 2022 disputò solamente otto partite, tutte come titolare, con 571 yard corse, 6 touchdown su corsa e uno su ricezione. Nel 2023 fu inserito nella formazione ideale della Big Ten dopo 926 yard corse e 10 touchdown in dieci partite. Nel 2024 i Buckeyes vinsero il titolo nazionale battendo in finale Notre Dame, con Henderson che chiuse con 1.016 yard corse, 10 touchdown su corsa e uno su ricezione, venendo inserito nella terza formazione ideale della Big Ten.

## Carriera professionistica

### New England Patriots
Henderson fu scelto nel corso del secondo giro (38º assoluto) del Draft NFL 2025 dai New England Patriots.